# Ilse DeLange
Ilse Annoeska de Lange, född 13 maj 1977 i Almelo, är en nederländsk sångerska. Hon debuterade som sångerska 1998 och är – internationellt – aktiv under artistnamnet Ilse DeLange. 2014 representerade hon Nederländerna i Eurovision Song Contest 2014, som del av duon The Common Linnets.

## Karriär
Ilse DeLange tillbringade en stor del av sin barndom med att delta i olika talangtävlingar. Den första gjorde hon när hon bara var åtta år gammal. När hon var tolv år sjöng hon på radion och när hon var fjorton år framträdde hon i flera TV-program. Hon tillbringade mycket av sin fritid med att öva gitarr och skriva låtar. Hon bildade en countryduo med gitarristen Joop Liefland och tillsammans framträdde de vid Dutch Country Music Awards år 1994. Redan nästa år gick duon skilda vägar och DeLange gick med i popgruppen "Wij" som också den upplöstes snabbt. Två år senare gick hon med i countrybandet "Cash on Delivery" och reste till Nashville för att spela in med producenten Barry Beckett. Där spelade hon in sitt debut-soloalbum med titeln World of Hurt som släpptes 1998 i Nederländerna där det sålde en halv miljon exemplar och toppade den nederländska albumlistan. Albumet tillbringade nästan tre år på topplistan mellan 1998 och 2001. Albumet släpptes även i flera andra länder i Europa som Storbritannien och Tyskland. Debutsingeln "I'm Not So Tough" nådde plats 35 på singellistan. Samma år tog hon emot priser för "bästa kvinnliga sångare" vid Edison Awards och "bästa nya artist" vid TMF Awards. Hon turnerade över hela Nederländerna efter att hon släppt debutalbumet. Följande år släppte hon livealbumet Dear John och år 2000 kom det andra studioalbumet Livin' on Love som var mer rockigt än det första. Albumet nådde som högst femte plats på albumlistan och höll sig kvar i exakt ett år mellan november 2000 och november 2001.
År 2003 åkte hon tillbaka till USA för att spela in sitt tredje studioalbum Clean Up som kom att toppa den nederländska albumlistan. Singeln "Before You Let Me Go" som hon spelat in tillsammans med popbandet Kane blev hennes första låt att nå så högt som tredje plats på singellistan. Hon vann därefter åter priset för "bästa kvinnliga sångare" vid Edison Awards. År 2005 släppte hon singeln "Blue" tillsammans med den italienska sångaren Zucchero och låten nådde tionde plats på singellistan. År 2006 kom hennes fjärde studioalbum The Great Escape som hon jobbat på med den amerikanska producenten Patrick Leonard. I slutet av 2008 och början av 2009 släppte hon sina två mest framgångsrika singlar hittills i karriären med "So Incredible" och "Miracle" som nådde första respektive andra plats på singellistan.
Hennes sjätte studioalbum Next To Me släpptes den 27 augusti 2010.
Tillsammans med Waylon representerade hon Nederländerna i Eurovision Song Contest 2014 under namnet The Common Linnets. De tävlade med låten  "Calm After the Storm" och gick vidare från första semifinalen. Duon placerade sig slutligen på 2:a plats i finalen.

## Diskografi

### Studioalbum
- 1998 – World of Hurt
- 2000 – Livin' on Love
- 2003 – Clean Up
- 2006 – The Great Escape
- 2008 – Incredible
- 2010 – Next to Me
- 2012 – Eye of the Hurricane

### Livealbum
- 1999 – Dear John
- 2007 – Live
- 2009 – Live in Ahoy
- 2011 – Live in Gelredome
- 2012 – Live in Gelredome, the second

### Samlingsalbum
- 2003 – Here I Am
- 2013 – After The Hurricane - Greatest Hits & More

### Singlar
- 1998 – I'm Not So Tough
- 1998 – World of Hurt
- 1998 – I'd Be Yours
- 1999 – When We Don't Talk
- 2000 – Livin' on Love
- 2001 – I Still Cry
- 2002 – Shine (med Rosemary's Sons)
- 2003 – No Reason To Be Shy
- 2003 – Before You Let Me Go (med Kane)
- 2003 – Wouldn't That Be Something
- 2004 – All The Answers
- 2005 – Blue (med Zucchero)
- 2006 – The Great Escape
- 2006 – The Lonely One
- 2007 – I Love You
- 2007 – Reach for the Light
- 2008 – So Incredible
- 2009 – Miracle
- 2009 – Puzzle Me
- 2009 – We're Alright
- 2010 – Next to Me
- 2010 – High Places
- 2010 – Beautiful Distraction
- 2011 – Carousel
- 2011 – DoLuv2LuvU (Do Love To Love You)
- 2012 – Without You (akustisk)
- 2012 – Hurricane
- 2012 – Winter Of Love
- 2013 – We Are One
- 2013 – Blue Bittersweet